# Podnoszenie ciężarów na Letnich Igrzyskach Olimpijskich 2024 – waga do 49 kg kobiet
Rywalizacja w wadze do 49 kg kobiet w podnoszeniu ciężarów na Letnich Igrzyskach Olimpijskich 2024 została rozegrana w dniu 7 sierpnia 2024 roku na terenie hali Paris Expo Porte de Versailles.

## Terminarz
| Data       | Godzina |       |
| ---------- | ------- | ----- |
| 7 sierpnia | 19:30   | Finał |

## Wyniki
| Pozycja | Zawodnik              | Reprezentacja     | Rwanie | Rwanie | Rwanie | Rwanie | Podrzut | Podrzut | Podrzut | Podrzut | Wynik |
| Pozycja | Zawodnik              | Reprezentacja     | 1      | 2      | 3      | Wynik  | 1       | 2       | 3       | Wynik   | Wynik |
| ------- | --------------------- | ----------------- | ------ | ------ | ------ | ------ | ------- | ------- | ------- | ------- | ----- |
| złoto   | Hou Zhihui            | Chiny             | 89     | 89     | 93     | 89     | 110     | 117     | 117     | 117     | 206   |
| srebro  | Mihaela Cambei        | Rumunia           | 89     | 91     | 93     | 93     | 106     | 110     | 112     | 112     | 205   |
| brąz    | Surodchana Khambao    | Tajlandia         | 86     | 88     | 88     | 88     | 110     | 112     | 114     | 112     | 200   |
| 4       | Saikhom Mirabai Chanu | Indie             | 85     | 88     | 88     | 88     | 111     | 111     | 114     | 111     | 199   |
| 5       | Jourdan Delacruz      | Stany Zjednoczone | 84     | 87     | 88     | 84     | 105     | 110     | 111     | 111     | 195   |
| 6       | Fang Wan-ling         | Chińskie Tajpej   | 80     | 83     | 86     | 86     | 102     | 106     | 107     | 107     | 193   |
| 7       | Beatriz Pirón         | Dominikana        | 85     | 88     | 88     | 85     | 102     | 107     | 110     | 107     | 192   |
| 8       | Rira Suzuki           | Japonia           | 83     | 85     | 85     | 83     | 108     | 112     | 117     | 108     | 191   |
| 9       | Katherin Echandia     | Wenezuela         | 83     | 86     | 86     | 83     | 105     | 107     | 109     | 105     | 188   |
| 10      | Rosina Randafiarison  | Madagaskar        | 75     | 80     | 83     | 80     | 95      | 100     | 100     | 100     | 180   |
| 11      | Nicola Lagatao        | Guam              | 56     | 59     | 62     | 59     | 74      | 77      | 79      | 77      | 136   |
| —       | Nina Sterckx          | Belgia            | 86     | 86     | 86     | —      | —       | —       | —       | —       | DNF   |